# Варссевелд
Варссеве́лд (нидерл. Varsseveld) — город в Нидерландах, расположенный в гельдерландской общине Ауде-Эйсселстрек.
В период между 1812 и 1818 годами Варссевелд выделялся в отдельную общину, после чего он вошёл в состав общины Вис, включённой в 2005 году в состав общины Ауде-Эйсселстрек. Расположен на границе с Германией.

## Интересные факты
- Варссевелд — родной город футбольного тренера Гуса Хиддинка.